# Cosmia angulifera
Cosmia angulifera là một loài bướm đêm trong họ Noctuidae.